# Lời cầu nguyện của người Nga
Lời cầu nguyện của người Nga (tiếng Nga: Молитва русских, chuyển tự: Molitva russkih, IPA: [mɐˈlʲitvə ˈruskʲɪx]) là một bài hát được sử dụng làm quốc ca của hoàng gia Nga từ 1816 đến 1833.
Sau khi đánh bại Đệ Nhất Đế chế Pháp, Sa hoàng Aleksandr I của Nga đã đề nghị quốc ca cho Nga. Lời bài hát được viết bởi Vasily Zhukovsky, và âm nhạc của bài quốc ca Anh "Chúa phù hộ Nữ hoàng/Quốc vương" (God Save the Queen/King) đã được sử dụng.
Năm 1833, "Lời cầu nguyện của người Nga" đã được thay thế bằng "Chúa phù hộ Sa hoàng!" (Bozhe, tsarya khrani!). Cả hai bài hát đều bắt đầu với cùng một từ Bozhe, tsarya khrani nhưng khác nhau sau đó.
Một số người coi Chúa phù hộ Sa hoàng quốc ca thực sự đầu tiên của Nga, vì cả lời nói và âm nhạc của nó đều là tiếng Nga. Những người khác nói rằng tiêu đề thuộc về Grob pobedy, razdavaysya!, một bài hát nổi tiếng khác của thời đại, mặc dù nó chưa bao giờ có trạng thái chính thức.

## Lời bài hát
| Tiếng Nga | Chỉnh sửa năm 1917 | Chuyển tự | English translation |
| --- | --- | --- | --- |
| Боже, Царя храни! Славному долги дни Дай на земли! Гордых смирителю, Слабых хранителю, Всех утешителю— Всё ниспошли!       | Боже, Царя храни! Славному долги дни Дай на земли! Гордыхъ смирителю, Слабыхъ хранителю, Всѣхъ утѣшителю— Всё ниспошли!         | Bozhe, tsarya khrani! Slavnomu dolgi dni Daĭ na zemli! Gordykh smiritelyu, Slabykh khranitelyu, Vsekh uteshitelyu— Vsyo nisposhli!   | Lạy chúa, hãy phù hộ Sa hoàng! Để vinh quang, ngày dài Hãy cho đi trên Trái Đất này! Để người chinh phục tự hào, Để người giữ kẻ yếu Để an ủi mọi người, Cấp mọi thứ!                                                                                             |

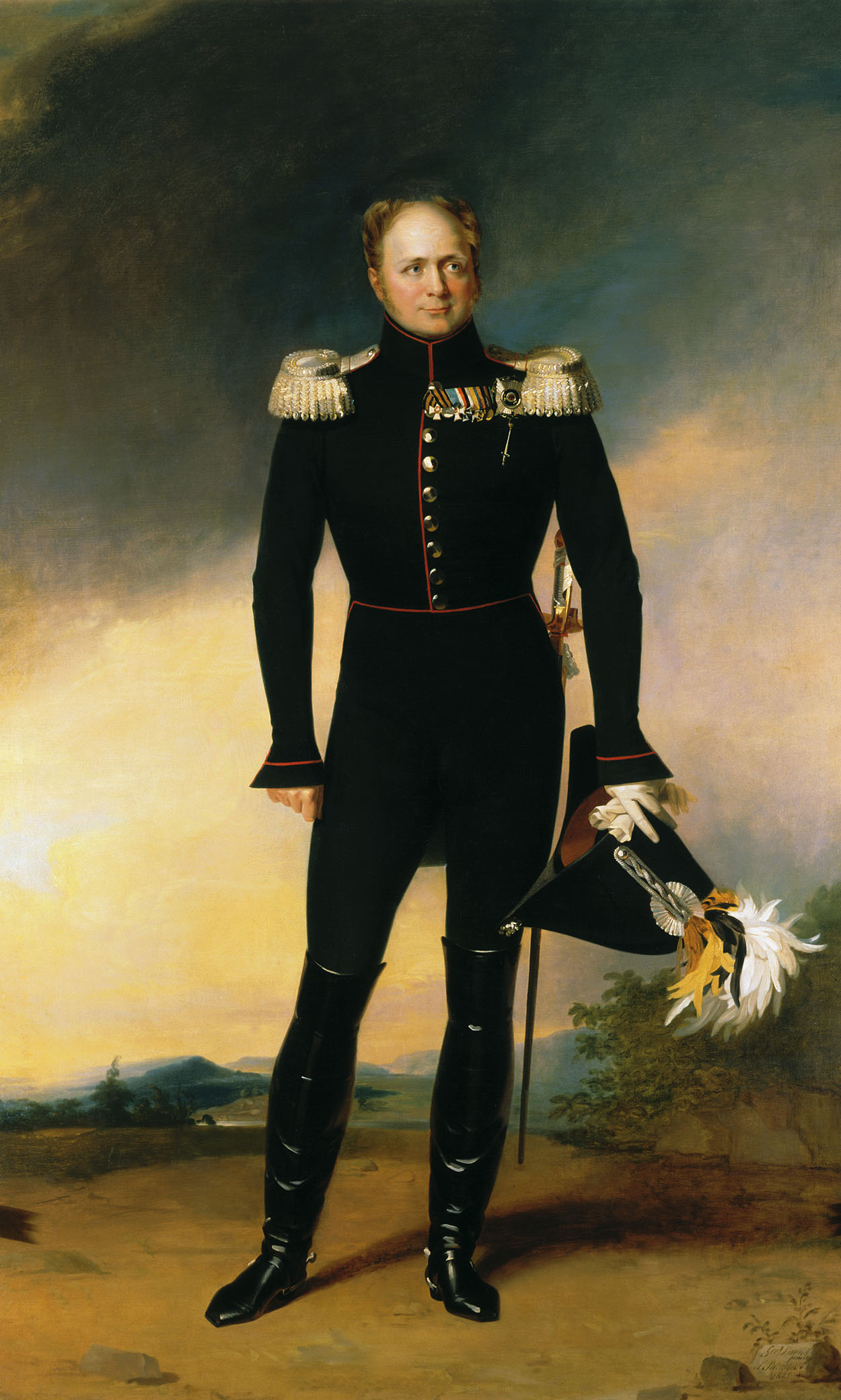
Chân dung của Aleksandr I trong Phòng trưng bày quân sự của Cung điện Mùa đông. Aleksandr làm bài hát

| Перводержавную Русь Православную Боже, храни! Царство ей стройное, В силе спокойное! Всё-ж недостойное Прочь отжени!       | Перводержавную Русь Православную Боже, храни! Царство ей стройное, Въ силѣ спокойное! Всё-жъ недостойное Прочь отжени!          | Pervoderžmzhavnuyu Rus' pravoslavnuyu Bozhe, khrani! Tsarstvo yeĭ stroĭnoye! V sile spokoĭnoye! Vsyo-zh nedostoĭnoye Prochy otzgeni! | Vùng đất của ngai vàng đầu tiên, Chính thống Nga, Chúa ơi, hãy cứu! (Làm cho) sa hoàng của cô ấy hài hòa, Bình tĩnh trong sức mạnh; Và tất cả mọi thứ không xứng đáng Lái đi!                                                                                     |
| Câu thơ hiếm khi sử dụng                                                                                                   | | | |
| Воинство бранное, Славой избранное, Боже, храни! Воинам мстителям, Чести спасителям, Миротворителям долгие дни!            | Воинство бранное, Славой избранное, Боже, храни! Воинамъ мстителямъ, Чести спасителямъ, Миротворителямъ долгіе дни!             | Voyinstvo brannoye, Slavoĭ izbrannoye, Bozhe, khrani! Voyinam mstitelyam, Chesti spasitelyam, Mirotvoritelyam dolgiye dni!           | Những người lính thề, Mọi người thề, Chúa ơi, hãy phù hộ (người ấy)! Chiến binh của chiến tranh, Vị cứu tinh của danh dự, Trên Trái Đất (có thể họ được cấp) ngày dài!                                                                                            |
| Мирных воителей Правды блюстителей Боже, храни! Жизнь их примерную Нелицемерную, Доблестям верную Ты помяни!               | Мирныхъ воителей Правды блюстителей Боже, храни! Жизнь ихъ примѣрную Нелицемѣрную, Доблестямъ вѣрную Ты помяни!                 | Mirnykh voyiteleĭ, Pravdy blyustiteleĭ, Bozhe, khrani! Zhizn' ikh primernuyu, Nelitsemernuyu, Doblestyam vernuyu, Ty pomyani!        | (Vì chúng ta) những chiến binh của hòa bình, Những người bảo vệ sự thật, Chúa ơi, hãy cứu (họ)! Cuộc sống của họ là mẫu mực, (Họ) không có bản quyền, Can đảm thực sự của họ Có thể bạn nhớ!                                                                      |
| О, Провидение! Благословение Нам ниспошли! К благу стремление, В счастье смирение, В скорби терпение Дай на земли!         | О, Провидѣніе! Благословеніе Намъ ниспошли! Къ благу стремленіе, Въ счастьѣ смиреніе, Въ скорби терпѣніе Дай на земли!          | O, Provideniye! Blagosloveniye Nam nisposhli! K blagu stremleniye, V shchastye smireniye, V skorbi terpeniye Daĭ na zemli!           | Ôi! Phước lành Cấp cho chúng tôi! Khát vọng tốt, Khiêm tốn trong hạnh phúc, Kiên nhẫn trong đau khổ Hãy cho đi trên Trái Đất này! |
| Câu thơ hiếm khi sử dụng                                                                                                   | | | |
| Будь нам заступником, Верным сопутником Нас провожай! Светло-прелестная, Жизнь поднебесная, Сердцу известная, сердцу сияй! | Будь намъ заступникомъ, Вернымъ сопутникомъ Насъ провожай! Свѣтло-прелестная, Жизнь поднебесная, Сердцу извѣстная, сердцу сіяй! | Bud' nam zastupnikom, Vernom soputnikom, Nas' provozhaĭ! Svetlo-prelestnaya, Zhizn' podnebesnaya, Serdtsu izvestnaya, Serdtsu siyaĭ! | Hãy là người bảo vệ của chúng tôi, Người bạn đồng hành trung thành của chúng tôi, Hẹn gặp lại! Hãy cho chúng tôi ánh sáng đáng yêu của bạn, Cuộc sống từ thiên đường, Kiến thức vào trái tim của chúng tôi, Và ánh sáng để tỏa sáng trong trái tim của chúng tôi! |